# Desiderius van Vienne

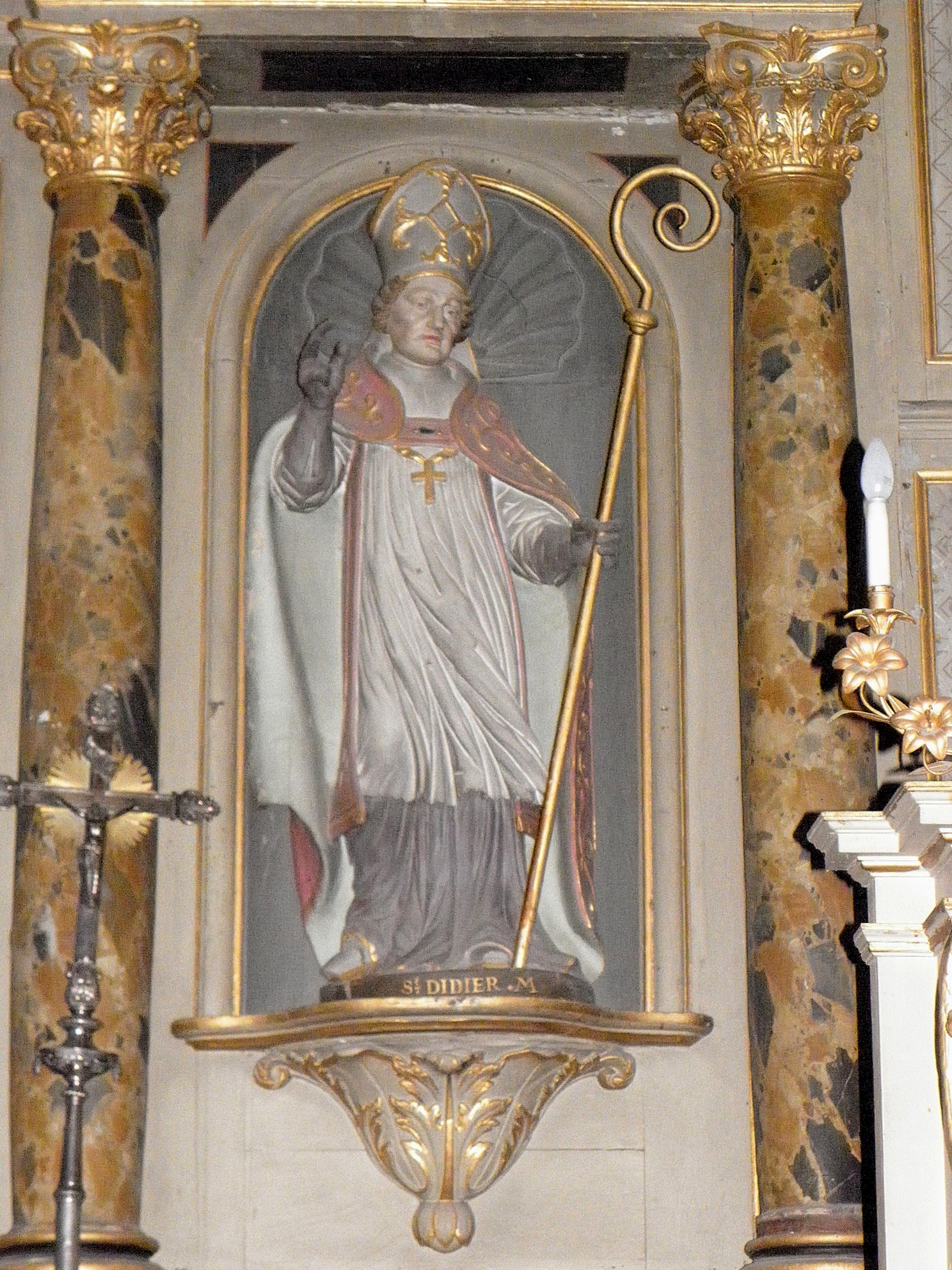

Desiderius van Vienne, ook Didier genoemd, (gestorven in 606 of 607) was bisschop van Vienne en heilige.

## Leven
Desiderius was afkomstig uit een adellijk geslacht uit Autun. In 596 werd hij benoemd tot bisschop van Vienne. Hij bekritiseerde het gedrag van koning Theuderik II van Bourgondië en diens grootmoeder Brunhilde. Die liet hem eerst verbannen en later vermoorden door haar handlangers in Saint-Didier-sur-Chalaronne (Ain). 

## Verering
Desiderius wordt in de iconografie afgebeeld afgebeeld met een touw of met een stok, verwijzend naar zijn martelaarsdood. Zijn feestdag in de katholieke kerk is op 23 mei, samen met de heilige Desiderius van Langres.
- Biblioteca Nacional de España: XX1778654
- Gemeinsame Normdatei: 120580683
- International Standard Name Identifier: 0000 0000 1610 4745
- Library of Congress Control Number: n2008044313
- Nationale Bibliotheek van Israël: 987007299748205171
- Virtual International Authority File: 30370405
- WorldCat: E39PBJth6936HvfCH9YqqxmKh3